# خلیفه‌ای (کهگیلویه)
خلیفه ای (کهگیلویه)، روستایی از توابع بخش مرکزی شهرستان کهگیلویه در استان کهگیلویه و بویراحمد ایران است

## جمعیت
این روستا در دهستان راک قرار دارد و براساس سرشماری مرکز آمار ایران در سال ۱۳۸۵، جمعیت آن ۳۲۴ نفر (۷۷خانوار) بوده‌است.
روستای زیبای خلیفه ای دارای مردمانی زحمتکش و مهربان و مهمان نواز میباشد.
بنیانگذار این روستا حاج حبیب رضایی سوق می باشد.

## گالری
<گالری>
<گالری/>